# الصمت (أغنية)
هدوء (Silence) هي أغنية تم إطلاقها من قبل المنتج و الدي جي المختص في موسيقى الرقص الإلكترونية مارشميلو رفقة مغني البوب الأمريكي خاليد وقام كل منهما بكتابة كلمات الأغنية.صدرت الأغنية بتاريخ 11 أغسطس 2017  عبر تسجيلات أر سي أي.

## الترتيب
| Chart (2017–18)                                      | Peak position |
| ---------------------------------------------------- | ------------- |
| Australia (ARIA)                                     | 5             |
| Australia Dance (ARIA)                               | 1             |
| Austria (أو3 النمسا توب 40)                          | 8             |
| Belgium (أولتراتوب Flanders)                         | 6             |
| Belgium (أولتراتوب Wallonia)                         | 26            |
| Canada (كاناديان هوت 100)                            | 7             |
| Czech Republic (الاتحاد الدولي للصناعة الفونوغرافية) | 89            |
| Denmark (تراكليسن)                                   | 7             |

## تاريخ الإصدارات
| Region        | Date             | Format                 | Label  | Ref. |
| ------------- | ---------------- | ---------------------- | ------ | ---- |
| United States | August 11, 2017  | Digital download       | Geffen |      |
| United States | October 10, 2017 | Contemporary hit radio | Geffen |      |